# 邁洛 (緬因州普查規定居民點)
邁洛（英語：Milo）是位於美國緬因州皮斯卡特奎斯縣的一個普查規定居民點。

## 人口
根據2020年美國人口普查的數據，邁洛的面積為20.86平方千米，當中陸地面積為20.07平方千米，而水域面積為0.79平方千米。當地共有人口1751人，而人口密度為每平方千米83.94人。